# Antònia (filla d'Antoni l'orador)
Antònia (en llatí Antonia) va ser filla de Marc Antoni l'orador, procònsol de la província romana de Cilícia. Pertanyia a la Gens Antònia, i era de la branca plebea.
Va ser segrestada a Itàlia, durant una visita a Misenum (actualment Miseno, al golf de Nàpols), pels pirates cilicis amb els quals sovint s'hi havia enfrontat el seu pare. La seva llibertat només es va obtenir després de pagar un gran rescat.